# Delsbospets
Delsbospets, knypplad spets härrörande från Delsbo socken i Hälsingland och tillverkad av vitt garn. Motiven utgjordes av fyllda fyrkantiga mandlar (så kallade stenar eller plättar) och mönsterformena bestod av till exempel rutor, hjärnat och trianglar. Mönstren inramades ofta av konturtrådar. Spetstypen användes bland annat som prydnad på delsbodräktens svartluva (spetsen färgades då svart) och på hänglakan.